# Willem Waanders
Willem Waanders (Rotterdam, 19 juli 1900 – Breda, 20 januari 1985) was een Nederlands kunstschilder, tekenaar, aquarellist en pastellist.

## Levensloop
Hij was een kind van Wilhelmus Hendrikus Waanders en Margaretha Helena van Wessem. Op 23 juni 1923 trouwde hij met de Rotterdamse Geertrui Maria Kapsenberg. Het echtpaar Waanders-Kapsenberg vestigde zich daarna in Breda, waar Waanders lid werd van de Bredasche Kunstkring. Hij was autodidact.

## Werk

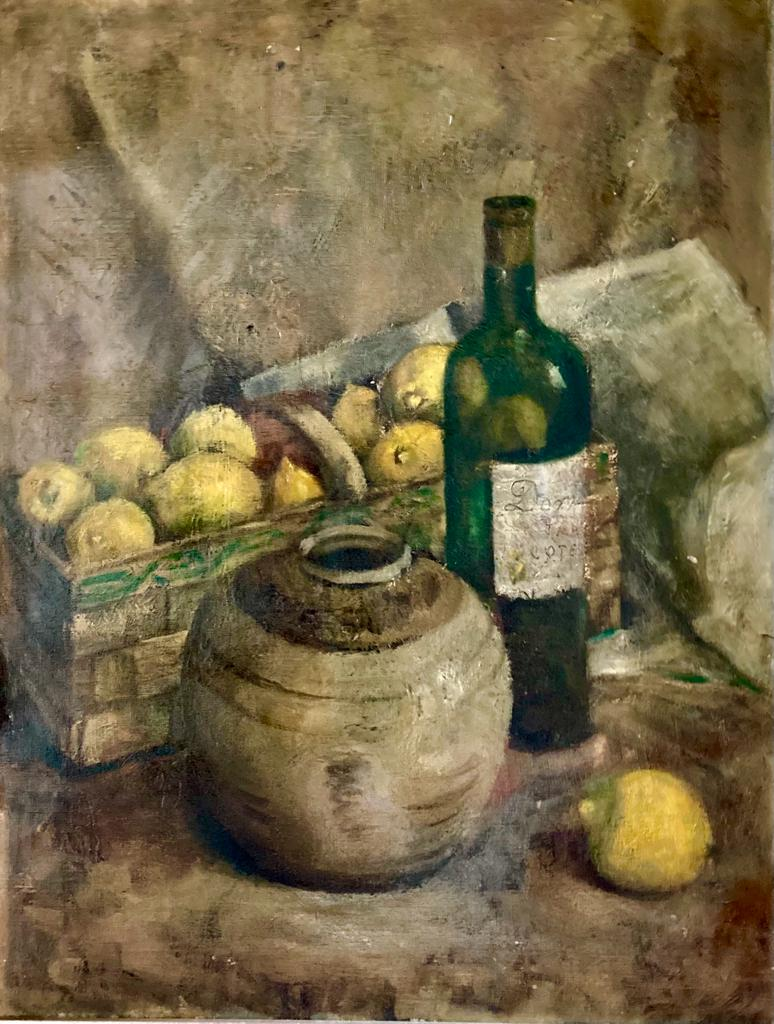
Stilleven met citroenen, een vaas en een wijnfles

Waanders werkte in een figuratief-expressionistische stijl en later ook non-figuratief. Tot zijn onderwerpen behoren landschappen, portretten en stillevens.
- Biografisch Portaal: 40902934
- RKD-Nederlands Instituut voor Kunstgeschiedenis: 110103
- Union List of Artist Names: 500534810
- Virtual International Authority File: 3283167202597667930005